# Faro de Megalonisi
El Faro de Megalonisi, también llamado erróneamente Faro de Sígri, es un faro situado en la isla de Megalonisi (Nisiopi), c. 1,5 km oeste del pueblo Sigrí, cerca del extremo occidental de la isla griega de Lesbos.
Se trata de una torre circular de 13,4 metros de altura, con su plano focal a una altura de 53 metros, y una casa anexa de una planta para el guardián. La luz se estableció en 1861 con petróleo como fuente de energía. La linterna de petróleo fue sustituida por una luz eléctrica en 1989. La única vez que se apagó la luz fue durante la Segunda Guerra Mundial y se reparó en 1945. Todavía hoy se utiliza para la seguridad de la navegación y emite dos destellos blancos cada 15 segundos en un alcance luminoso de 21 millas náuticas.

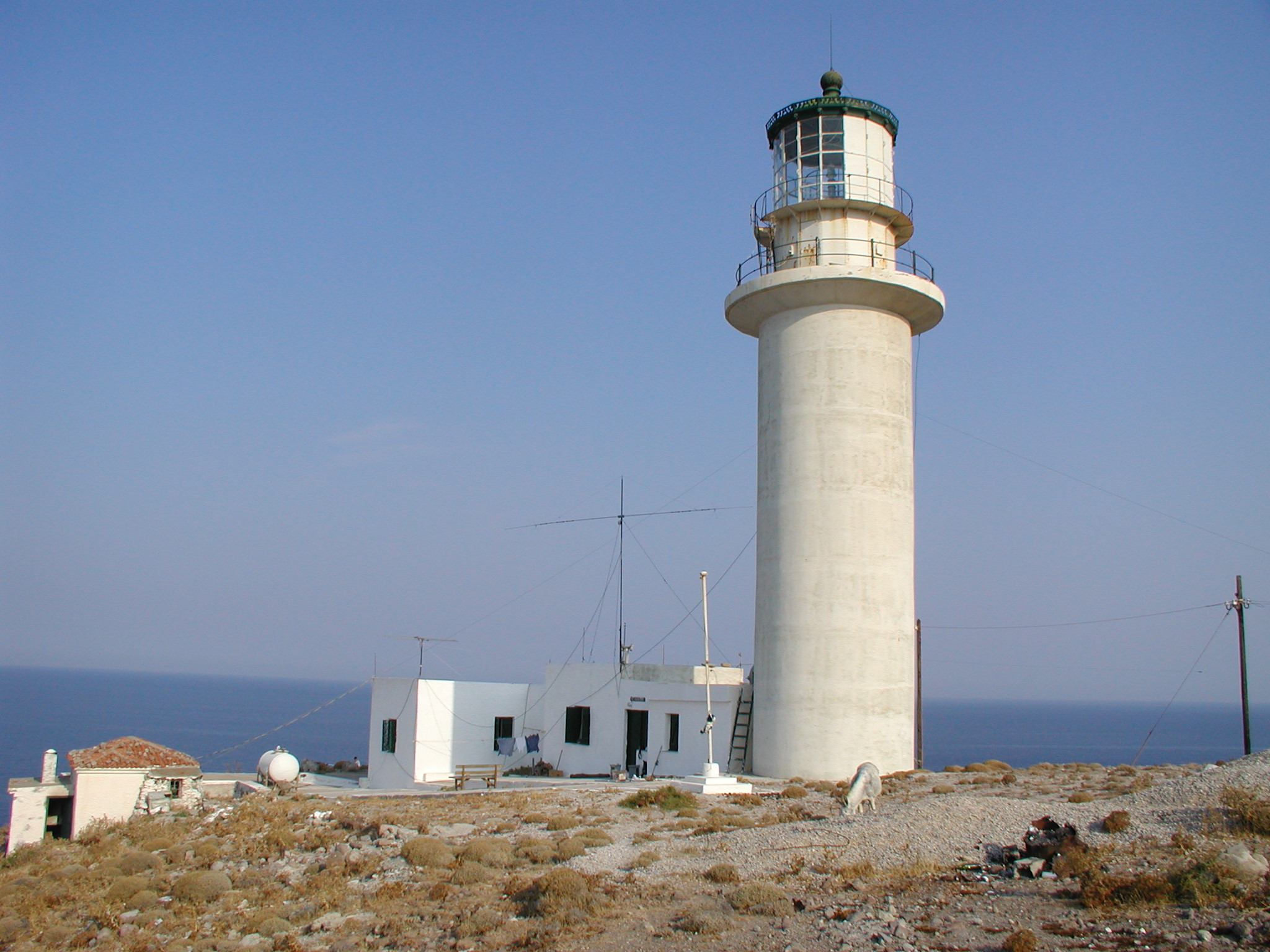